# Nékám Sándor (matematikus)
Nékám Sándor (Pest, 1827. február 28. – Budapest, 1885. augusztus 26.) matematikus, egyetemi tanár, bölcseleti és orvosdoktor, magyar királyi államszámvevőszéki tanácsos. Nékám Lajos orvos édesapja, Nékám Sándor jogász nagyapja.

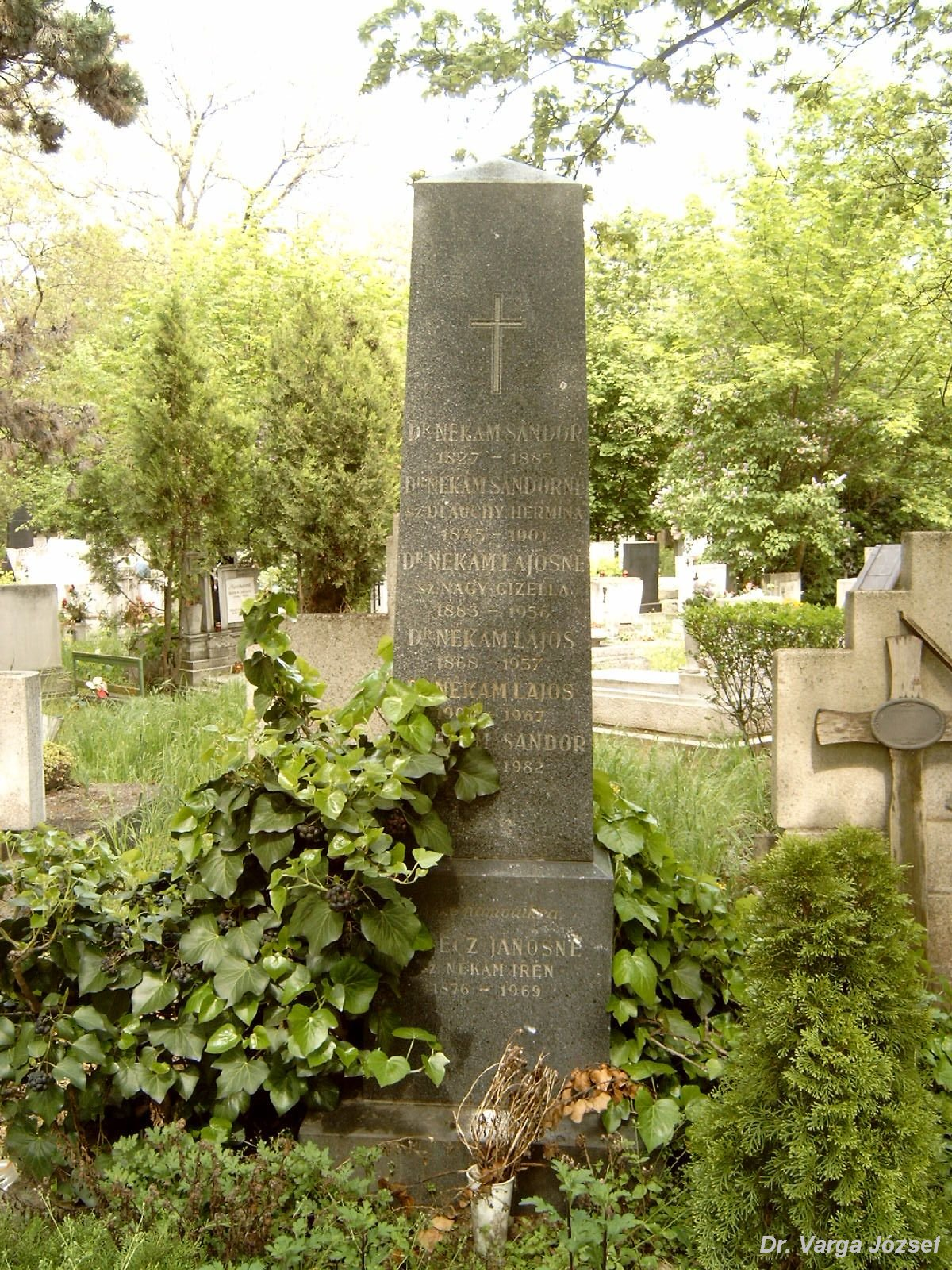
Nékám Sándor sírja az Új köztemetőben

## Élete
Előbb bölcsész, majd orvosi diplomát szerzett. A szabadságharcig mint asszisztens dolgozott a Gellért-hegyi egyetemi csillagvizsgálóban. A szabadságharcot követően Münchenbe utazott, hazatérése után 1849-50-ben a József-ipartanodában a betűszámtan helyettes tanára, azután a pesti egyetemen a matematika helyettes, 1852-ben rendes tanára és bölcseletkari dékán volt. A főszámvevőszék felállításakor azonban az egyetem kötelékéből kilépett és ott tanácsossá lett. Poór Imrével közösen dolgozott az orvosi műszavak zsebszótárán.
Cikkei a Magyar Hírlapban (1851. 518. sz. Földrengés, tűzgolyók, napfogyatkozás); a Gyógyászatban (1861-62. Lobos bőrbántalom, előidézve rovarok által Budapest környékén, A lelenczházak nálunk szükségesek és könyvism., 1863. Álhártyás gégelob meglettkorú egyénnél, szemmór, amaurosis, mint utóbajgyógyulás, Bonvin után, Közlemény a budapesti kir. orvosegylet gyűléséről, Az ivóvíz kérdése a párisi csász. orvos-akadémia előtt, Statisztikai visszapillantás a kir. magyar tudomány-egyetem lefolyt 11 tanévére és könyvism.).

## Munkái
- Ode honoribus suae majest. sacr. aug. imp. ac regis apostolici Francisci Josephi I. domini clementissimi in perennem memoriam fausti adventus in metropoli regni mense junio anni 1852 devotissime dicata per caes. regiam scientiarum universitatem Hungaricam. Cecinit… Budae, 1852.
- Ode honoribus august. imperatoris ac regis apostolici Francisci Josephi I. et Seren. imperatricis ac reginae Elisabethae etc. in perennem memoriam fausti adventus diuturniorisque in Hungaria commorationis mensibus Majo et Junio 1857. devotissime dicata per c. r. scient. univ. Pestiensem. Budae, 1857.
- A szükségesebb orvosi műszavak deáknémet-magyar Zsebszótára. Pest, 1861. (Poór Imrével együtt. Melléklet a Gyógyászat cz. folyóirathoz. A II. magyar-deáknémet részt Hackelt Endre és Szirtey György írták és Poór Imre adta ki 1863-ban Budae).

A Gyógyászat társszerkesztője volt 1861-1865-ig és a Vegyészet és Gyógyszerészet c. lapnak 1863-ban Budán.